# Ophioglossum lancifolium
Ophioglossum lancifolium là một loài dương xỉ trong họ Ophioglossaceae. Loài này được C. Presl mô tả khoa học đầu tiên năm 1845.